# Rosslyn Range
Rosslyn Range, auch Roselyn Range (* 29. November 1933; † 28. Mai 2021), war ein US-amerikanischer Weitspringer.
1955 siegte er bei den Panamerikanischen Spielen in Mexiko-Stadt mit seiner persönlichen Bestleistung von 8,03 m.
1955 und 1956 wurde er US-Hallenmeister.